# El ritual de la banana
El ritual de la banana, es el primer álbum de estudio de la banda argentina de Reggae, Los Pericos, lanzado en abril de 1987. Tan solo con 5 meses de estar tocando juntos y con apenas seis shows lograron grabar su álbum debut. Varios de los temas en el álbum siguen estando en el repertorio en vivo de la banda, como «Nada que perder» o «Jamaica Reggae».
El disco tiene letras que hablan en general del uso recreativo de la marihuana, la policía, el amor, el movimiento rastafari las conexiones espirituales y sociales, etc. Quedaron afuera del disco «Bush Doctor» de Peter Tosh y la versión original de «La nueva frontera».
Fue el disco más vendido del año 1988 en Argentina. Según seguidores y conocedores del género musical, "El ritual de la banana" es un obligado para todo reggae.

## Lista de canciones
El conjunto «Los Pericos» está compuesto por: Hortal, Baleirón, Gutman, Picas, Raiman, Valentinis y Zárate.

| N.º | Título                         | Escritor(es)                      | Duración |  |
| 1.  | «Jamaica Reggae»               | Los Pericos                       | 4:25     |  |
| 2.  | «Ojos de ciudad»               | Hortal · Gutman                   | 4:14     |  |
| 3.  | «La nueva frontera»            | Los Pericos                       | 1:10     |  |
| 4.  | «Amandla»                      | Hortal · Baleirón · Zárate        | 4:22     |  |
| 5.  | «Halei Selassi»                | Hortal · Gutman · Raiman · Zárate | 3:38     |  |
| 6.  | «El ritual de la banana»       | Los Pericos                       | 3:40     |  |
| 7.  | «Socirep Sol»                  | Hortal · Baleirón                 | 2:44     |  |
| 8.  | «Setenta y siete en el olvido» | Hortal · Baleirón                 | 3:57     |  |
| 9.  | «Movida rasta fari»            | Los Pericos                       | 4:13     |  |
| 10. | «Nada que perder»              | Hortal · Baleirón · Picas         | 3:30     |  |

| Edición Remasterizada 2005 - Bonus Tracks |                                 |              |          |  |
| N.º                                       | Título                          | Escritor(es) | Duración |  |
| 11.                                       | «El ritual de la banana» (Demo) | Los Pericos  | 4:32     |  |
| 12.                                       | «Jamaica Reggae» (Demo)         | Los Pericos  | 4:40     |  |

## Músicos
- Fernando «Bahiano» Hortal — voz principal y coros.
- Guillermo Bonetto — percusiones y coros.
- Juanchi Baleirón — guitarra principal y coros.
- Willie Valentinis — guitarra rítmica.
- Alejandro «Perico» Zárate — bajo.
- Marto Gutman — sintetizadores.
- Daniel Picas — saxofón.
- Ariel «Topo» Raiman — batería.
- Horacio Avendaño — saxofón.

## Ficha técnica
- Grabado en panda en 1986.
- Técnicos de grabación: Roberto Fernández y Mario Breuer.
- Producido por Rock Biss Producciones S.R.L. para Berlin Records.
- Productor artístico: Javier Calamaro.
- (P) 1987, EMI ODEON SAIC Argentina.